# Merel Conijn
Merel Conijn (Amsterdam, 19 oktober 2001) is een Nederlands langebaanschaatsster uit Edam. Ze schaatst vanaf het seizoen 2024/2025 voor Team Albert Heijn Zaanlander met hoofdcoach Jillert Anema.

## Biografie
Conijn won begin 2019 de Vikingrace in Heerenveen, door bij de afsluitende 3000 meter Isabel Grevelt voorbij te gaan. In seizoen 2019/2020 maakte zij haar internationale debuut bij de wereldbekerwedstrijden voor junioren.
In 2020 en 2021 nam zij deel aan de NK Allround 2020 en NK afstanden. Tijdens het OKT in december 2021 schaatste ze op 27 december op de 3000 meter voor het eerst onder de 4 minutengrens. Conijn kwam een honderdste op de 3.000 meter en een tiende op de 5.000 meter tekort om zich te kwalificeren. Door de selectiecommissie werd zij wel aangewezen als reserve en liep mee met de openingsceremonie.
Op het NK allround 2022 won zij de Nederlandse allroundtitel door in een rechtstreeks duel met haar uitdager Joy Beune af te rekenen. Hiermee plaatste ze zich voor het WK allround 2022 in Hamar, waar ze zesde werd. Op het WCKT plaatste ze zich voor zowel de 3 als de 5 kilometer. Vlak voor aanvang van seizoen 2022/2023 kreeg ze corona en door verandering van voeding kreeg ze een terugslag. Op 25 februari 2024 behaalde ze brons op het NK allround.
Conijn schaatste als junior bij TalentNED en stapte in 2021 over naar Worldstream-Corendon van Jutta Leerdam en coach Kosta Poltavets. Na een succesvol seizoen stapte ze in 2022 over naar Jumbo-Visma onder leiding van Jac Orie. Conijn raakte vervolgens haar vorm kwijt door calciumtekort. Sinds seizoen 2024/2025 is Conijn aangesloten bij Team Albert Heijn Zaanlander van coach Jillert Anema.

## Persoonlijke records[9]
| Afstand    | Tijd    | Datum            | Baan       |
| ---------- | ------- | ---------------- | ---------- |
| 500 meter  | 39,45   | 22 januari 2022  | Heerenveen |
| 1000 meter | 1.18,17 | 9 oktober 2021   | Inzell     |
| 1500 meter | 1.55,84 | 29 december 2024 | Heerenveen |
| 3000 meter | 3.56,69 | 15 februari 2025 | Heerenveen |
| 5000 meter | 6.46,93 | 16 februari 2025 | Heerenveen |

## Resultaten
| Jaar | NK Afstanden                               | NK Allround           | EK Allround         | WK Allround          | WK Afstanden  | WK Junioren                |
| ---- | ------------------------------------------ | --------------------- | ------------------- | -------------------- | ------------- | -------------------------- |
| 2020 |                                            | DQ3 (5e, 13e, DQ, -)  |                     |                      |               | 1500m · 3000m · massastart |
| 2021 | 7e 3000m 8e 5000m                          | NC11 (9e, 17e, 8e, -) |                     |                      |               |                            |
| 2022 | 17e 1500m 7e 3000m 6e 5000m 11e massastart | · (, )                |                     | 6e (11e, 6e, 4e, 6e) |               |                            |
| 2023 | 9e 3000m                                   | 6e (9e, 6e, 5e, 4e)   |                     |                      |               |                            |
| 2024 | 8e 1500m 8e 3000m 6e 5000m 7e massastart   | · (7e, , 4e, )        |                     |                      |               |                            |
| 2025 | 3000m · 5000m                              | · (10e, , )           | 4e · (6e, 4e, 5e, ) |                      | 3000m · 5000m |                            |

(#, #, #, #) = afstandspositie op allroundtoernooi (500m, 3000m, 1500m, 5000m).